# Tarzan and the Jewels of Opar
Tarzan and the Jewels of Opar (Brasil: O Tesouro de Tarzan / Portugal: Tarzan e as Joias de Opar) é um romance de autoria do escritor norte-americano Edgar Rice Burroughs. Publicado em 1918, é o quinto de uma série de vinte e quatro livros sobre o personagem Tarzan.

## Resumo
Tarzan é vítima de fraude e fica com as finanças abaladas. Ele, então, volta a Opar com um grupo de guerreiros Waziri, para obter mais ouro. A expedição é seguida por Albert Werper, desertor do exército belga a serviço de Achmet Zek, um mercador de marfim e de escravos. Tarzan e os Waziri, por fim, adentram as cavernas onde o tesouro está guardado sem que La, a Grã-Sacerdotisa de Opar, desconfie de algo.
Alertado por Werper de que o caminho está livre, Achmet Zek incendeia a propriedade de Tarzan e rapta Jane. Mugambi, o bravo Waziri amigo do homem-macaco, é o único sobrevivente. Gravemente ferido, ele jura vingar-se de Zek e seu bando.
Um terremoto isola Tarzan e Werper dentro das cavernas, deixando o herói inconsciente. Werper tenta a fuga, porém é capturado pelos oparianos para ser sacrificado.
Tarzan volta a si mas, atacado pela amnésia, retorna ao estado mental de sua juventude, quando vivia como um macaco na tribo de Kerchak.

## História editorial

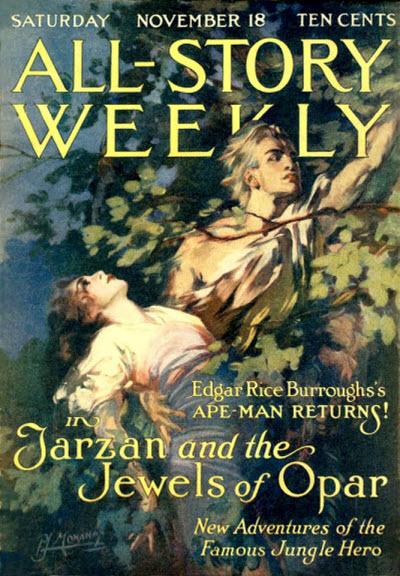
O romance Tarzan and the Jewels of Opar foi publicado em 1916 na revista All-Story Weekly

Tarzan and the Jewels of Opar foi escrito de cinco de setembro a nove de outubro de 1915.
Foi publicado inicialmente na revista pulp All-Story Weekly, em cinco edições sucessivas, de 18 de novembro a 16 de dezembro de 1916. P. J. Monahan ilustrou a capa do primeiro número.
Em livro, com capa dura, o romance foi lançado pela editora A.C. McClurg em 20 de abril de 1918, com ilustração da capa e outras oito no tom sépia feitas por J. Allen St. John.
A Companhia Editora Nacional publicou a obra no Brasil em 1934, dentro da respeitada coleção Terramarear, onde recebeu o número 25. A tradução foi feita por Manuel Bandeira. Quinze mil exemplares foram impressos. O livro foi reeditado seis vezes, entre 1946 e 1968, as quatro primeiras com dez mil e as duas últimas com cinco mil exemplares cada.
Ainda no Brasil, o romance foi lançado em 1959 pela CODIL - Companhia Distribuidora de Livros, com o título de Tarzan - O Tesouro, dentro de um lote de doze aventuras do rei das selvas. A luxuosa edição recebeu ilustrações de Manoel Victor Filho.
Em Portugal, a obra, assim como as outras do personagem, foi editada pela Portugal Press.

## Adaptações

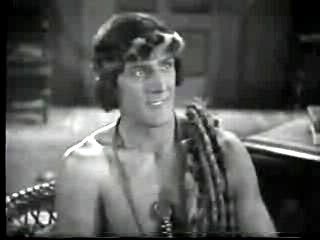
Frank Merrill como Tarzan, no seriado da Universal Pictures Tarzan the Tiger, de 1929. O ator já interpretara o homem macaco no seriado anterior, intitulado Tarzan the Mighty, de 1928.

### Quadrinhos
A primeira quadrinização foi na forma de  tiras diárias, publicadas nos jornais de 17 de março a 12 de julho de 1930. As ilustrações e o roteiro são de Rex Maxon e R. W. Palmer, respectivamente.
A estreia nos gibis se deu em três partes, entre agosto e outubro de 1966, pela editora Gold Key. Russ Manning ilustrou e Gaylord Du Bois fez o roteiro. A história foi relançada pela Dark Horse Comics em 1999, no formato de graphic novel.
No Brasil, a adaptação foi lançada pela EBAL, na coleção Lança de Prata, no final da década de 1960, com o título de As Joias de Opar. A história foi relançada em 1986, em dois números da revista Tarzan.
Em 1977, a Marvel Comics mostrou sua versão, que teve desenhos de John Buscema e roteiros de Roy Thomas. A EBAL lançou-a no Brasil na série de três números intitulada O Livro da Selva, entre agosto de 1978 e janeiro de 1979.

### Cinema

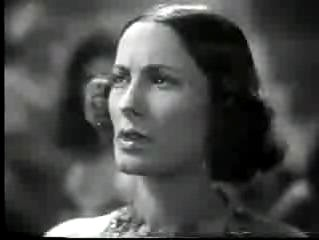
Mademoiselle Kithnou como La de Opar em Tarzan the Tiger

Com o sucesso do seriado Tarzan the Mighty, os produtores imediatamente produziram sua sequência, Tarzan the Tiger, em 1929, com quinze episódios. Levemente baseado em Tarzan and the Jewels of Opar, o herói foi vivido por Frank Merrill, Jane, por Natalie Kingston e La de Opar por Mademoiselle Kithnou. Igualmente bem sucedido comercialmente, Tarzan the Tiger é o único filme de Tarzan com versões tanto muda quanto sonora.
Tarzan and the Lost City, produção de 1998, estrelada por Casper van Dien e Jane March, também aproveitou elementos do livro de Burroughs.

### Televisão
La de Opar (Angela Harry) em três episódios da série Tarzan: The Epic Adventures (1996-1997), estrelada por Joe Lara e 
em três episódios da série animada The Legend of Tarzan da Walt Disney Pictures: "Lost City of Opar", "The Leopard Men Rebellion" e "Return of La".